# Objectiu superacromàtic

Una lent superacromàtica porta 4 longituds d'ona en un pla focal comú i té una aberració cromàtica residual propera a zero.

Un objectiu superacromàtic o lent superacromàtica és un conjunt òptic de lents que té com a finalitat minimitzar l'aberració cromàtica. Si un doblet acromàtic és capaç d' enfocar el pla focal per a dos colors (és a dir, dues longituds d'ona) i un triplet apocromàtic permet enfocar tres colors, un superacromàtic pot centrar-se en quatre colors. Va ser inventat pel matemàtic i físic alemany Maximilian Herzberger l'any 1954.
Matemàticament, la corba de l'error d'enfocament en funció del color que passa per un superacromàtic és una quàrtica, el que significa que l'error d'enfocament és zero per a quatre longituds d'ona diferents. Aquesta correcció gairebé perfecta de l'aberració cromàtica (així com l'aberració esfèrica) és molt útil en fotografia multiespectral, perquè un superacromàtic pot enfocar la llum infraroja propera (a la banda de longitud d'ona de 0,7 a 1, 0 micròmetres) en el mateix pla focal que la llum visible., eliminant la necessitat d'enfocament múltiple.

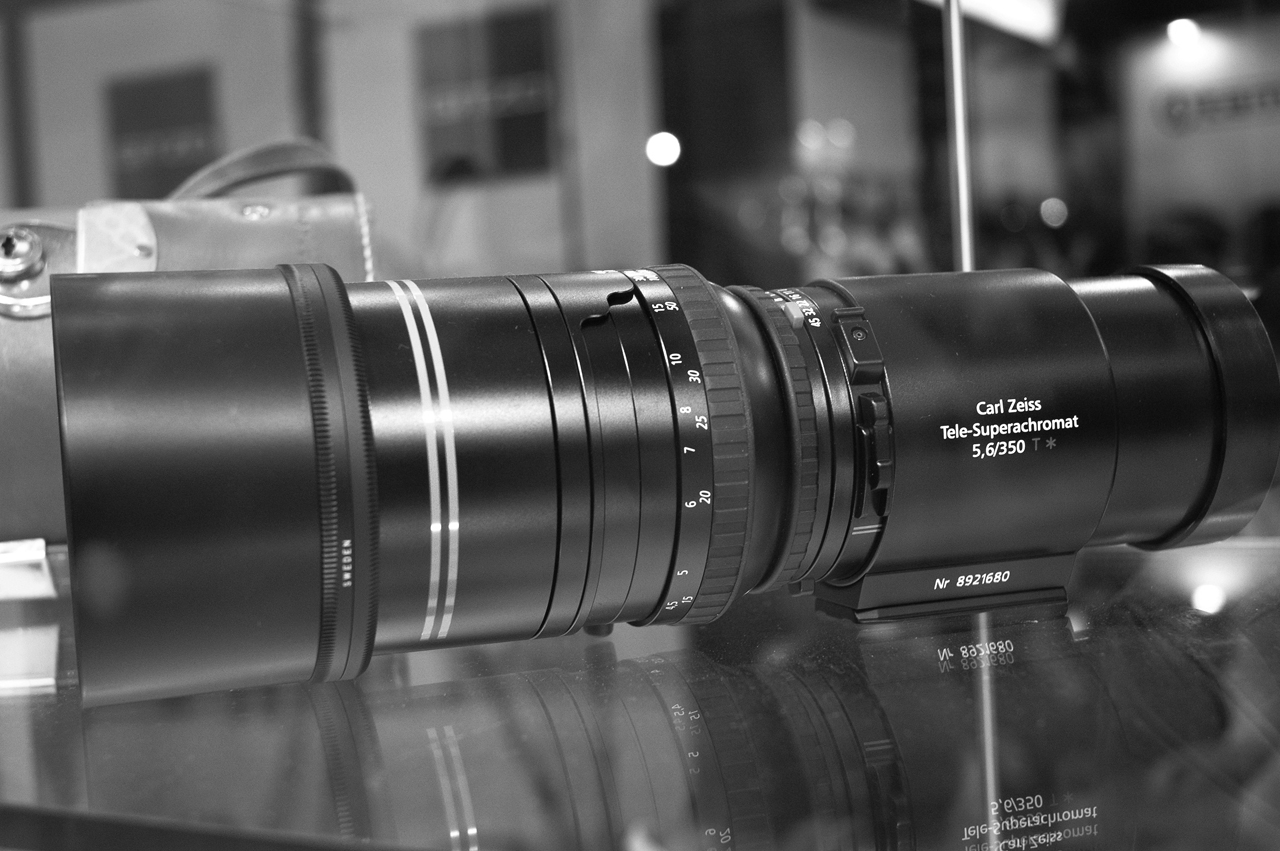
Lent Carl Zeiss Tele-Superachromat, 5,6/350 T*.

Malauradament, a causa de l'elecció limitada d'ulleres òptiques i les seves propietats de dispersió parcial, les lents d'un objectiu superacromàtic s'han de fer amb quatre tipus de vidre, entre ells, vidre fluorat molt car i amb toleràncies molt ajustades.